# Kartonsko naselje
Kartonsko naselje (en serbe cyrillique : Картонско насеље), encore appelé Karton siti (Картон сити), la « ville en carton », était un bidonville situé à Belgrade, la capitale de la Serbie, situé dans la municipalité de Novi Beograd, à proximité du pont de Gazela.
Le camp a été détruit le 3 avril 2009. À sa place seront construites des infrastructures sportives,.

## Présentation
Karton siti était un bidonville. De fait, en serbe, l'expression kartonsko naselje s'applique à tous les quartiers du même type, en Serbie ou ailleurs. Pour éviter ce terme dépréciatif, les chaînes de télévision et les journaux évoquaient souvent le quartier de Karton siti sous le nom de Gazela, d'après le pont près duquel il se trouvait. 
Le bidonville était entièrement peuplé par des Roms réfugies du Kosovo et d'autres régions de l'ex Yougoslavie (Bosnie-Herzégovine, Croatie) qui vivaient de la récupération des ordures. 
Selon un recensement établi par les autorités municipales en août 2007, le bidonville comptait 986 habitants (501 hommes et 485 femmes), dont 278 enfants, répartis dans 237 « foyers ».
Lors de sa destruction en 2009, il n'était plus occupé que par environ 200 personnes.

## Controverse sur l'évacuation du bidonville

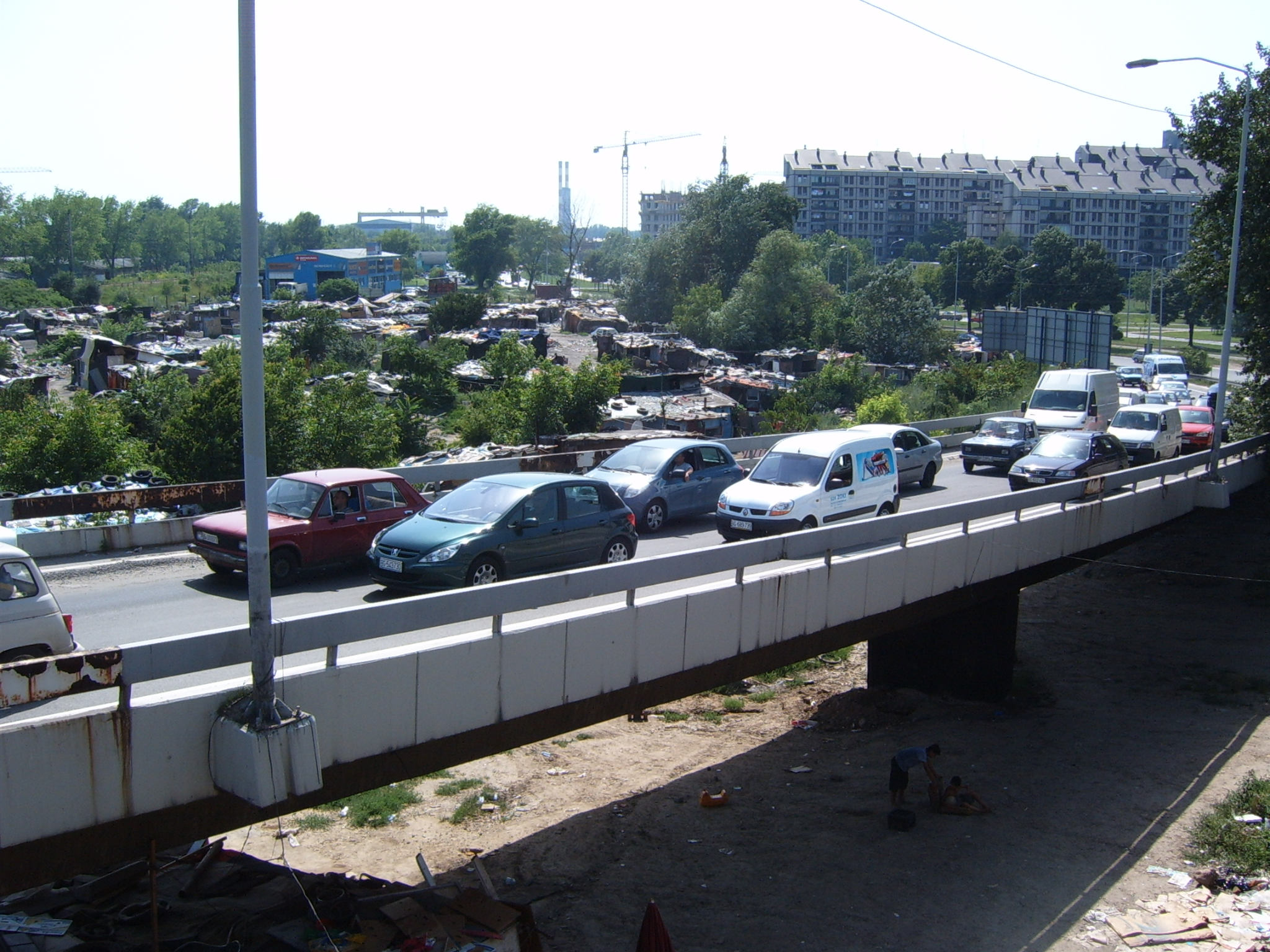
Karton siti vu depuis le pont de Gazela (arrière-plan)

En 2005, le gouvernement de la Ville de Belgrade annonça l'évacuation de la population rom et son installation dans des logements temporaires près des quartiers Dr Ivan Ribar et Blokovi. Cette décision provoqua la protestation des habitants de ces quartiers. Le gouvernement municipal maintint sa décision. Les habitants répliquèrent, en affirmant que le gouvernement devait disperser les Roms dans toute la ville, y compris dans le quartier de Dedinje, le plus élégant de Belgrade ; un simple déplacement de la population, sans lui donner du travail et une formation, ne résoudrait en rien ses difficultés actuelles et le nouveau quartier ressemblerait très vite à l'ancien. En outre, ils accusaient le gouvernement de vouloir récupérer des terrains situés dans l'un des secteurs les plus chers de Belgrade. Il alléguèrent également que la construction de maisons à bas loyers diminuerait la valeur de toutes les propriétés dans les quartiers du Dr Ivan Ribar et Blokovi. L'ultime argument des protestataires était qu'aucune raison ne motivait le fait que seuls les habitants de ces quartiers doivent supporter la solution à un problème qu'ils n'avaient pas eux-mêmes créé.
Quelques ONG soutinrent le gouvernement, en accusant les protestataires de racisme. En revanche, d'autres associations insistèrent sur le fait que la nouvelle solution proposée reviendrait à créer un nouveau ghetto, sans résoudre fondamentalement le problème. Après des mois d'affrontement et de protestation, les autorités municipales retirèrent leur projet, remettant à plus tard l'élaboration d'une solution. En juillet 2007, le gouvernement de Belgrade annonça de nouveau un plan d'hébergement pour la population de Karton siti, estimée à 245 familles, soit 1 500 habitants ; ce plan était prévu au plus tard pour le printemps 2008 et devenait d'autant plus urgent que la reconstruction du pont de Gazela était prévue à cette échéance. Cependant, ni le la date exacte ni l'emplacement du nouvel hébergement n'étaient précisés. Le recensement de la population de Karton siti eut lieu en août 2007.
À la suite de la destruction du bidonville au début de l'année 2009, les 52 familles qui vivaient encore dans le camp, protestèrent auprès du maire de Belgrade Drangan Djilas qui refusa, alléguant le fait qu'ils occupaient ce terrain illégalement ; il considérait qu'il les avait prévenus depuis plusieurs mois de la destruction du bidonville.